# Sylvietta rufescens
Sylvietta rufescens là một loài chim trong họ Macrosphenidae.